# Udev
udev (userspace /dev) — управление устройствами для новых версий ядра Linux, являющийся преемником devfs, hotplug и HAL. Его основная задача — обслуживание файлов устройств (англ. device nodes) в каталоге /dev и обработка всех действий, выполняемых в пространстве пользователя при добавлении/отключении внешних устройств, включая загрузку firmware.

## История
udev добавлен в Linux 2.5.
В ядро Linux 2.6.13 введён и обновлён новый uevent интерфейс. Новый udev не будет работать на ядрах младше версии 2.6.13.
В апреле 2012 исходный код udev слился с исходным кодом systemd.
Официально стартовал проект eudev (форк udev от Gentoo) в качестве замены для Systemd-udevd. На прошедшей конференции FOSDEM 2013 разработчики eudev чётко обозначили, что eudev «является для них исключительно учебным проектом» и «их код в его текущем состоянии ни в коем случае нельзя рассматривать как готовый к эксплуатации» .

## Описание
Благодаря udev в каталоге /dev находятся файлы только тех устройств, которые в настоящий момент подключены к системе. Каждое устройство имеет свой соответствующий файл. Если устройство отключается от системы, то данный файл удаляется. Содержимое каталога /dev хранится на виртуальной файловой системе, и все файлы, находящиеся в нём, создаются при каждом запуске системы. Модифицированные или созданные вручную файлы не сохраняются после перезагрузки. Файлы и каталоги, которые необходимо сохранить или которые всегда должны присутствовать в каталоге /dev, независимо от состояния соответствующего устройства, необходимо помещать в каталог /lib/udev/devices. При запуске системы содержимое данного каталога копируется в /dev как есть (с теми же правами доступа).
Таким образом, в отличие от традиционной для Unix схемы управления каталогом /dev, где его содержимое было неизменным набором файлов, udev обеспечивает динамическое управление устройствами, действительно находящимися в системе. Хотя раньше подобная функциональность обеспечивалась devfs, сторонники udev выделяют следующие преимущества своего решения:
- udev поддерживает неизменное именование устройств, не зависящее, например, от порядка включения устройств в систему. Конфигурация по умолчанию обеспечивает неизменное именование для накопителей: жесткие диски идентифицируются по уникальному идентификатору файловой системы, имени диска и расположению устройства, к которому подключен диск.
- udev работает целиком в пространстве пользователя. Это приводит, в частности, к тому, что udev может выполнять произвольные программы для составления имени устройства либо его инициализации.

## Принцип работы
udev запускается как демон и принимает через сокет netlink события uevents от ядра, которые генерируются при инициализации или удалении устройства из системы. Задаваемые пользователем (системой) правила сверяются со свойствами события и соответствующего устройства, и совпавшее правило (которых может быть несколько) может назвать и создать соответствующий файл устройств, а также выполнить другие программы для инициализации и конфигурации устройства. Например, таким образом можно реализовать автоматическое монтирование внешних накопителей при их подключении.
Правила могут сверяться по таким свойствам, как конкретная ядерная подсистема, имя устройства в ядре, физическое расположение устройства, либо по серийному номеру устройства. Правила также могут запрашивать информацию при помощи других программ или указать, что имя устройства всегда будет одним и тем же, вне зависимости от порядка обнаружения устройств системой. Правила задаются в файле с произвольным именем, но с суффиксом .rules и находятся в /etc/udev/rules.d/ Существует хорошо описанный пример настройки.
Типичный способ использования udev на Linux-системе — позволить посылать события HAL или DeviceKit, чтобы они произвели последующие зависящие от устройств действия. Например, HAL/DeviceKit может уведомить остальные программы о новом устройстве при помощи широковещательного сообщения в D-Bus. Таким образом, рабочие среды типа GNOME или KDE могут автоматически смонтировать USB-накопитель и открыть файловый менеджер для просмотра его содержимого.

## Архитектура
udev разделен на три части:
- Библиотека libudev, позволяющая получать доступ к информации об устройствах.
- Демон udevd, работающий в пространстве пользователя и управляющий содержимым /dev.
- Программа udevadm, используемая для отладки и диагностики.

udev получает события от ядра через netlink-сокет. Ранние версии использовали hotplug, добавляясь в /etc/hotplug.d/default.